# Henri Van Lerberghe
Henri Van Lerberghe (Lichtervelde, 29 de janeiro de 1891 - Lichtervelde, 10 de abril de 1966) também conhecido como "Van Leerberghe" foi um ciclista profissional da Bélgica.

## Participações no Tour de France
- 1913 : vencedor da 5ª etapa